# Spilosoma flava
Spilosoma flava là một loài bướm đêm thuộc phân họ Arctiinae, họ Erebidae.